# نیازی مصطفی
نیازی مصطفی (عربی: نيازي مصطفى؛ ۱۱ نوامبر ۱۹۱۱ – ۱۸ اکتبر ۱۹۸۶) کارگردان فیلم اهل مصر بود.